# Nothing Personal (album de All Time Low)
Nothing personal est le troisième album du groupe All Time Low, sorti en juillet 2009.

## Liste des chansons
| 1.    | Weightless                            | Matt Squire      | 3:18 |
| 2.    | Break Your Little Heart               | Squire           | 2:51 |
| 3.    | Damned If I Do Ya (Damned If I Don't) | Butch Walker     | 3:07 |
| 4.    | Lost in Stereo                        | S*A*M and Sluggo | 3:47 |
| 5.    | Stella                                | Squire           | 3:24 |
| 6.    | Sick Little Games                     | Walker           | 3:36 |
| 7.    | Hello, Brooklyn                       | S*A*M and Sluggo | 3:29 |
| 8.    | Walls                                 | David Bendeth    | 3:11 |
| 9.    | Too Much                              | Squire           | 4:14 |
| 10.   | Keep the Change, You Filthy Animal    | Squire           | 3:20 |
| 11.   | A Party Song (The Walk of Shame)      | Squire           | 2:59 |
| 12.   | Therapy                               | David Bendeth    | 3:44 |
| 41:04 |                                       |                  |      |

| UK bonus tracks | UK bonus tracks                                    | UK bonus tracks | UK bonus tracks | UK bonus tracks | UK bonus tracks | UK bonus tracks | UK bonus tracks | UK bonus tracks | UK bonus tracks |
| No              | Titre                                              | Producteur      | Durée           |                 |                 |                 |                 |                 |                 |
| --------------- | -------------------------------------------------- | --------------- | --------------- | --------------- | --------------- | --------------- | --------------- | --------------- | --------------- |
| 13.             | Poison                                             | Bendeth         | 3:19            |                 |                 |                 |                 |                 |                 |
| 14.             | Weightless (The Secret Handshake remix)            |                 | 3:09            |                 |                 |                 |                 |                 |                 |
| 15.             | Lost in Stereo (Cobra Starship Suave Suarez remix) |                 | 3:57            |                 |                 |                 |                 |                 |                 |
| 16.             | Dear Maria, Count Me In (Connect Sets acoustic)    |                 | 3:26            |                 |                 |                 |                 |                 |                 |
| 17.             | Coffee Shop Soundtrack (acoustic remix)            |                 | 3:58            |                 |                 |                 |                 |                 |                 |
| 58:53           |                                                    |                 |                 |                 |                 |                 |                 |                 |                 |